# Fontaine-la-Gaillarde
Fontaine-la-Gaillarde – miejscowość i gmina we Francji, w regionie Burgundia-Franche-Comté, w departamencie Yonne.
Według danych na rok 1990 gminę zamieszkiwało 481 osób, a gęstość zaludnienia wynosiła 45 osób/km² (wśród 2044 gmin Burgundii Fontaine-la-Gaillarde plasuje się na 472. miejscu pod względem liczby ludności, natomiast pod względem powierzchni na miejscu 883.).